# Compagnie des tramways suburbains

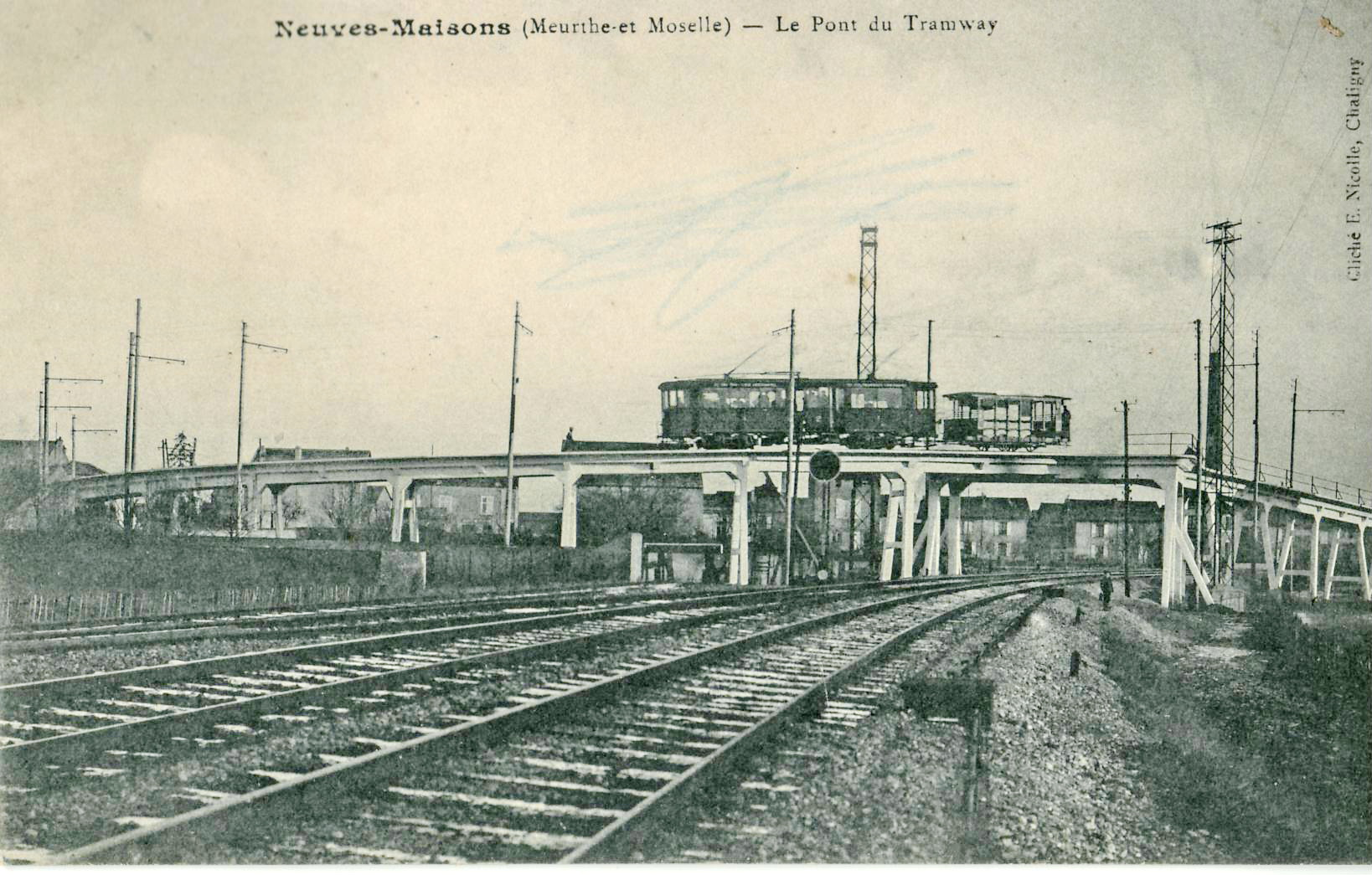
Tramway à Neuves-Maisons, sur un ouvrage d'art franchissant les voies ferrées du grand réseau

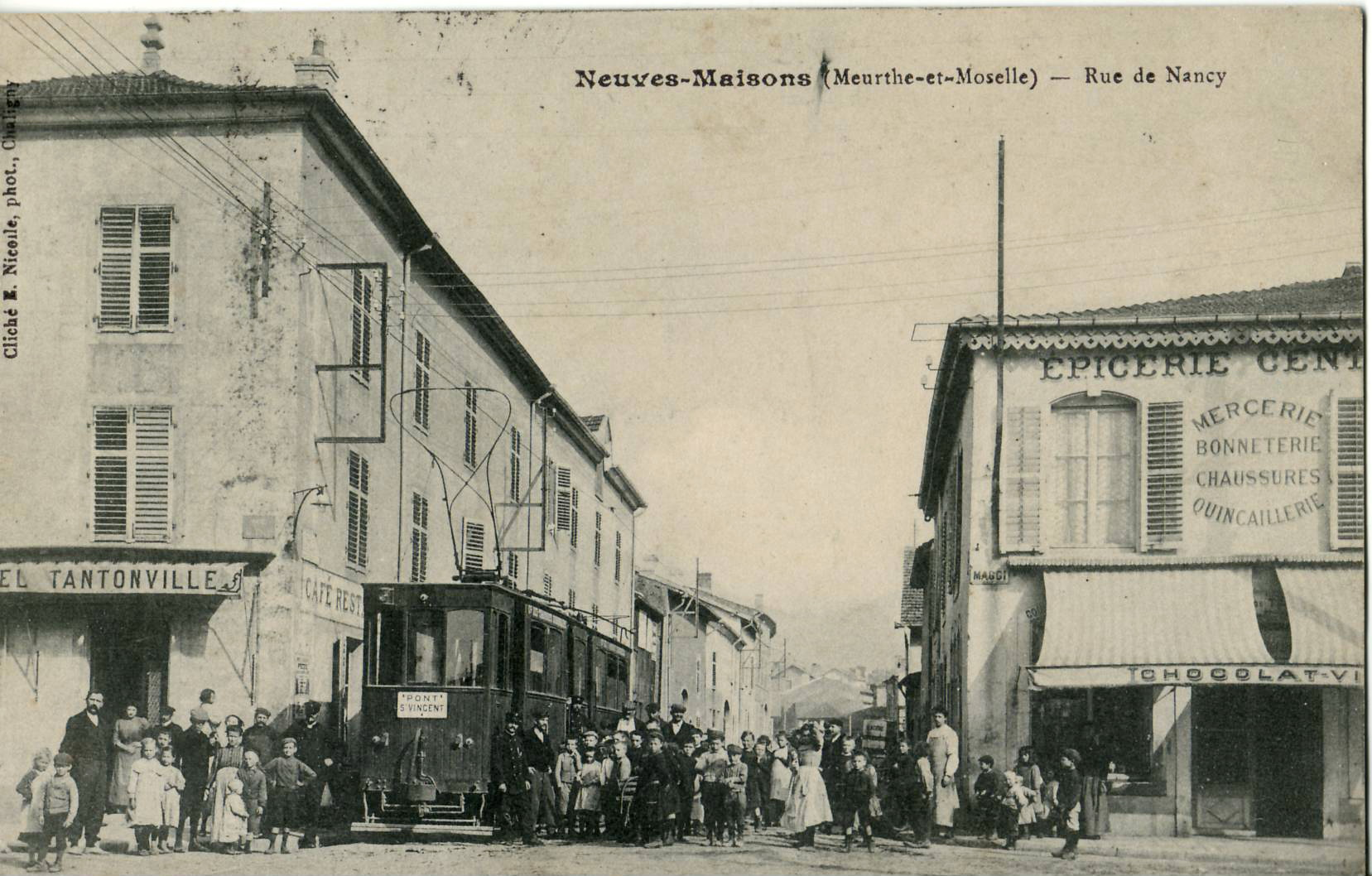
Tramway pour Pont-Saint-Vincent à Neuves-Maisons

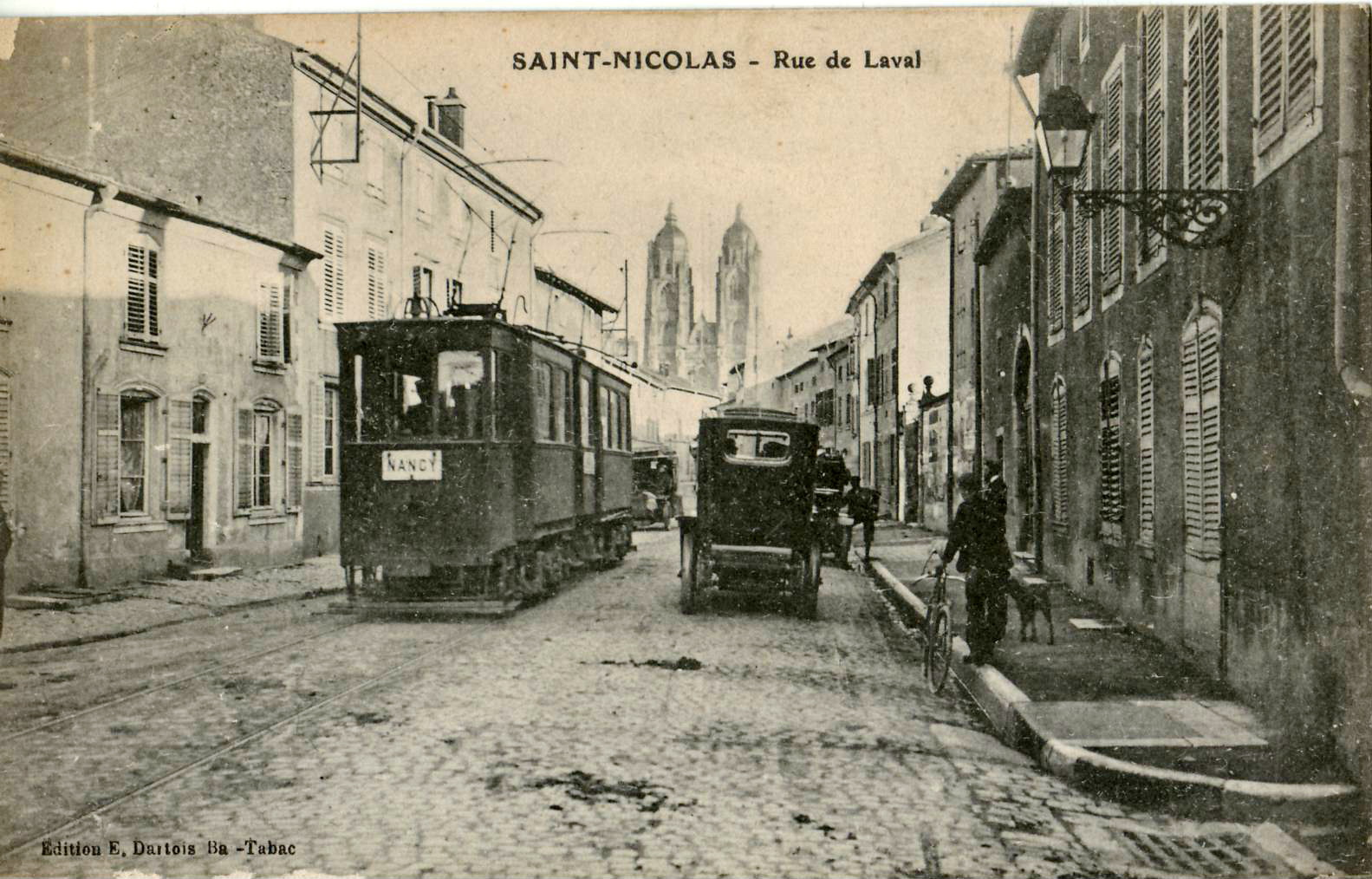
Tramway à Saint-Nicolas-de-Port

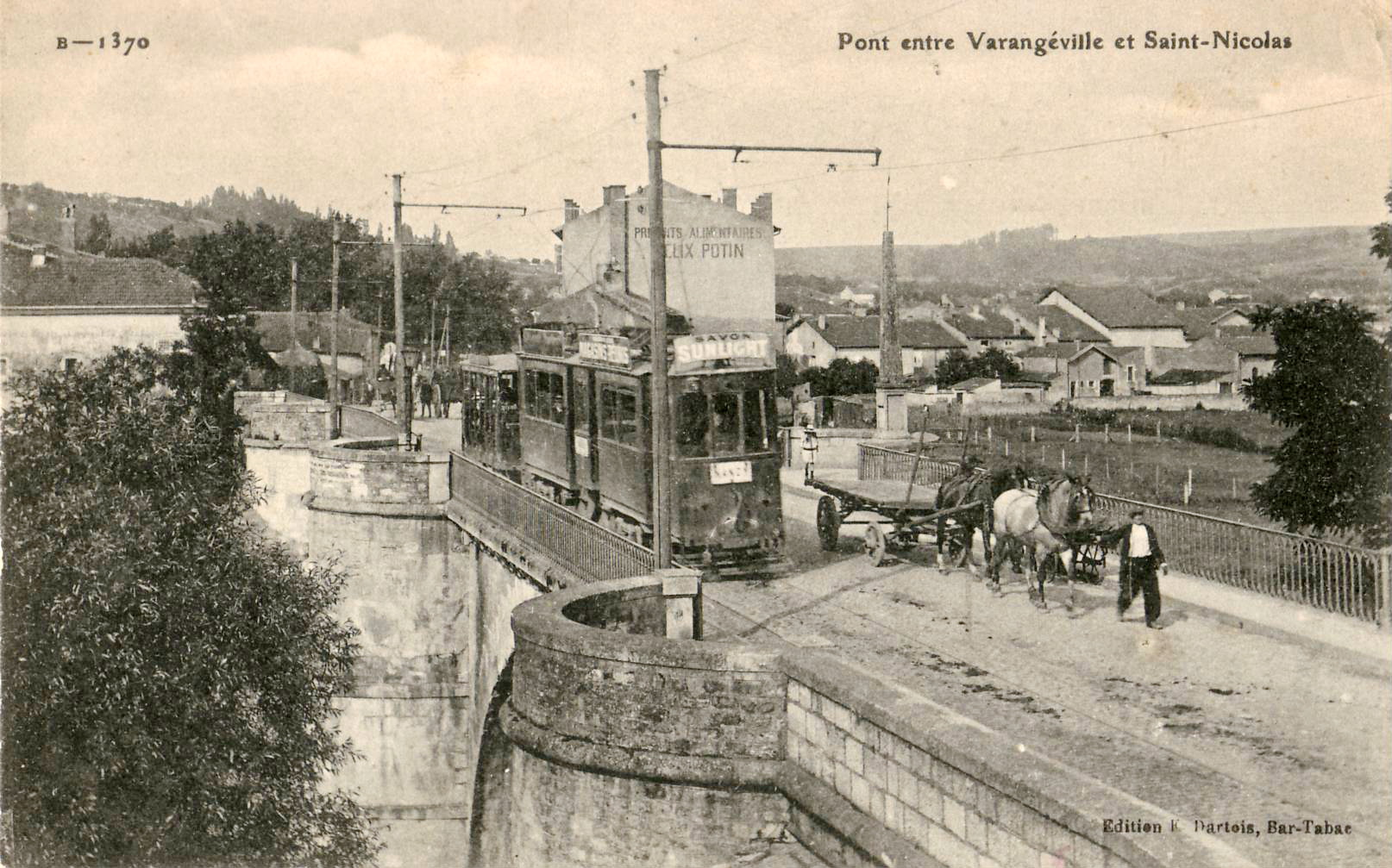
Tramway franchissant le pont sur la Meurthe entre Varangéville et Saint-Nicolas-de-Port

La Compagnie des tramways suburbains (TS),  est fondée en 1908 pour créer et exploiter un réseau de tramways électriques suburbains    autour de Nancy, dans le département de Meurthe-et-Moselle. Elle se substitue à Monsieur Georges-André Guitton le concessionnaire le 20 janvier 1910. Son siège est à Nancy, 1 rue des Quatre-Églises.

## Histoire
Les lignes construites à voie normale ouvrent en 1910. La Compagnie des tramways suburbains abandonne l'exploitation en 1914, à la suite des hostilités. Celle-ci est reprise par la  Compagnie générale française des tramways (CGFT) en 1919, compagnie exploitante du réseau de tramways urbain de Nancy. 
Les lignes prennent l'indice 12 (Dombasle) et 14 (Pont-Saint-Vincent). Elles disparaitront en 1949 et le 4 août 1952.
Le matériel roulant est vendu à la compagnie du tramway de Saint Etienne, excepté les remorques ouvertes.

## Les Lignes
- Nancy (Marché) - Dombasle-sur-Meurthe (16 km), ouverture le 12 mai 1910
- Nancy (Marché) - Neuves-Maisons - Pont-Saint-Vincent (13 km), ouverture le 23 décembre 1910

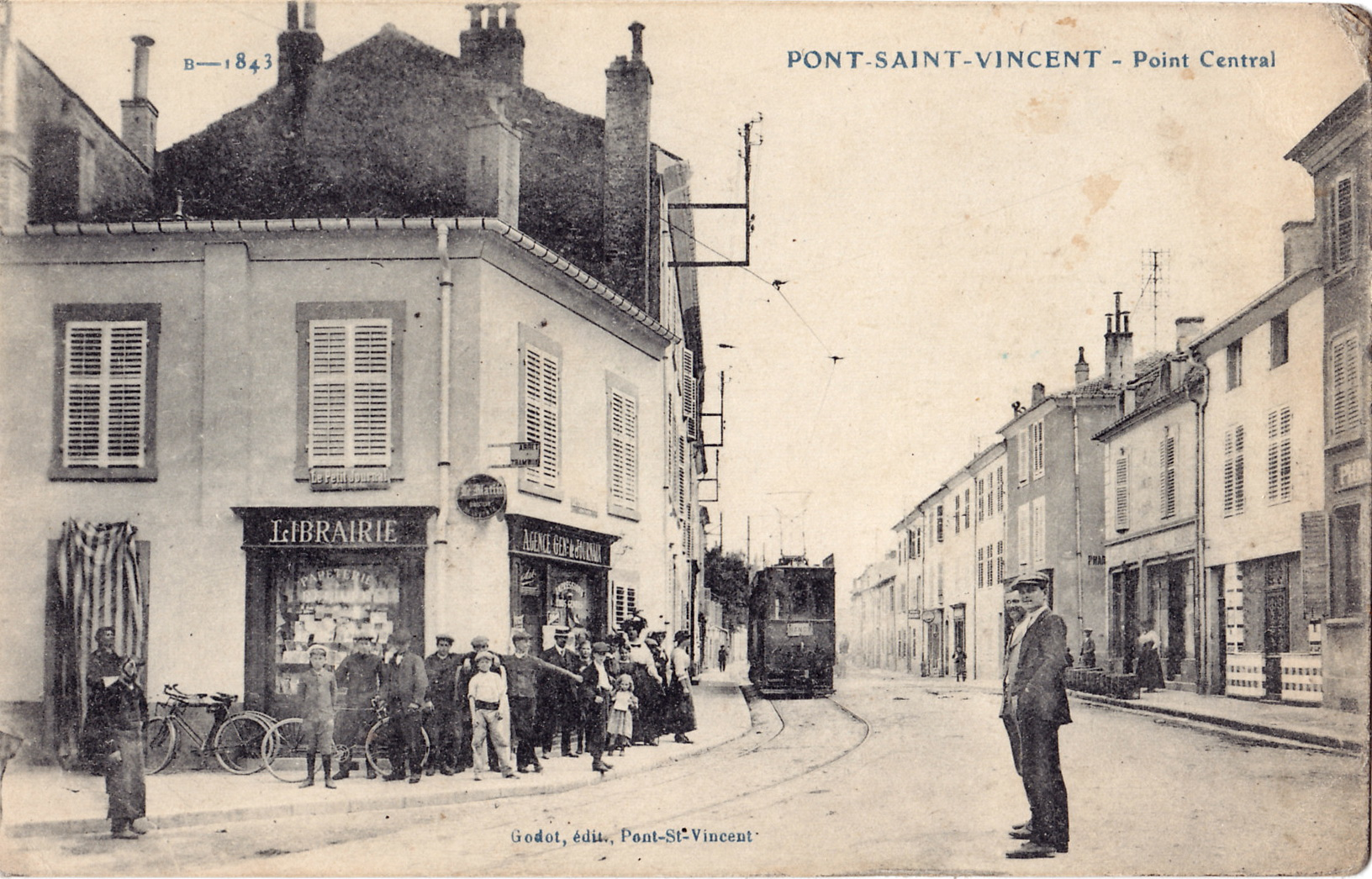
Tramway au Point-central de Pont-Saint-Vincent

## Le Matériel roulant
- 8 motrices à 2 essieux,
- 8 motrices à bogies,
- 14 remorques ouvertes "baladeuses"
- 5 remorques fermées
- 2 fourgons à bagages